# 行長しゃん号

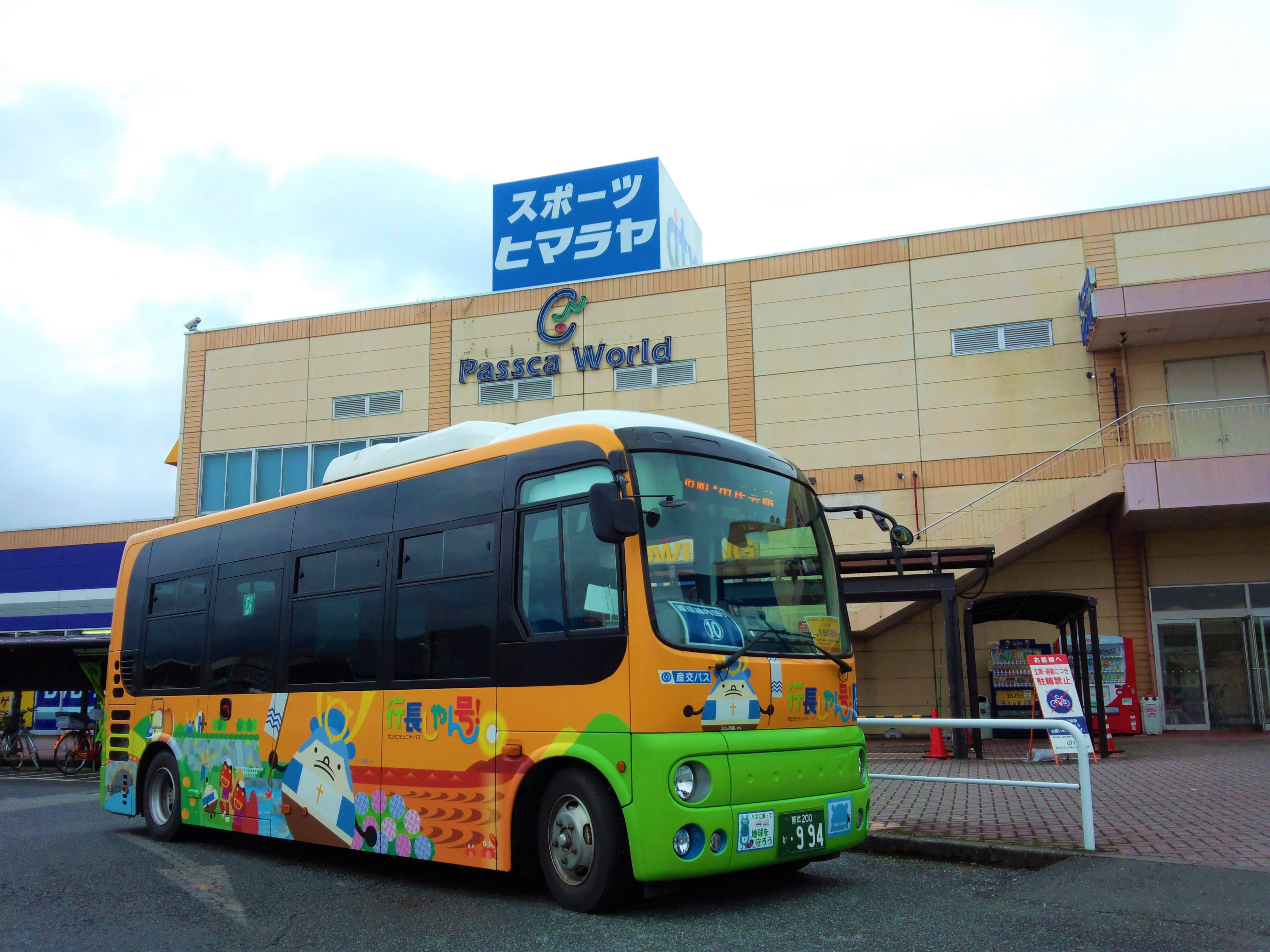
「行長しゃん号」運行開始当時からの専用車、八代営業所のNo.994

行長しゃん号（ゆきながしゃんごう）とは、熊本県宇土市が運行するコミュニティバスの愛称である。2012年10月8日より運行開始。
愛称である「行長しゃん」とは、同市にゆかりのある歴史上の人物である小西行長に由来し、一般公募の中から決定したもの。

## 概要
宇土市では、第5次宇土市総合計画（愛称：元気プラン）において、元気な宇土市づくりを進めるための施策の一つである生活交通手段の充実を図るため、その一環として当コミュニティバスと乗合タクシーの試行運行を開始するとした。
- 当コミュニティバスは、「短縮ルート」・「宇土シティモール直行ルート」・「循環ルート（A・B）（BはAの逆廻り）」の3ルートからなり、宇土市街地一帯（1周約7キロ）を循環し、1日合計15便を1台のバスで周回する。駅やバス停、市街地の中で最も利用の多い施設や公共施設などを繋ぎ、生活の上での移動手段を快適にすることを目指す。また、宇土駅では三角線との乗り継ぎも考慮したダイヤに設定されている[2]。
- 2019年10月に3つの路線を「宇土シティモール南口」を起終点とした『循環路線（右回りと左回り）』に統合[3]。

## 運行ルート

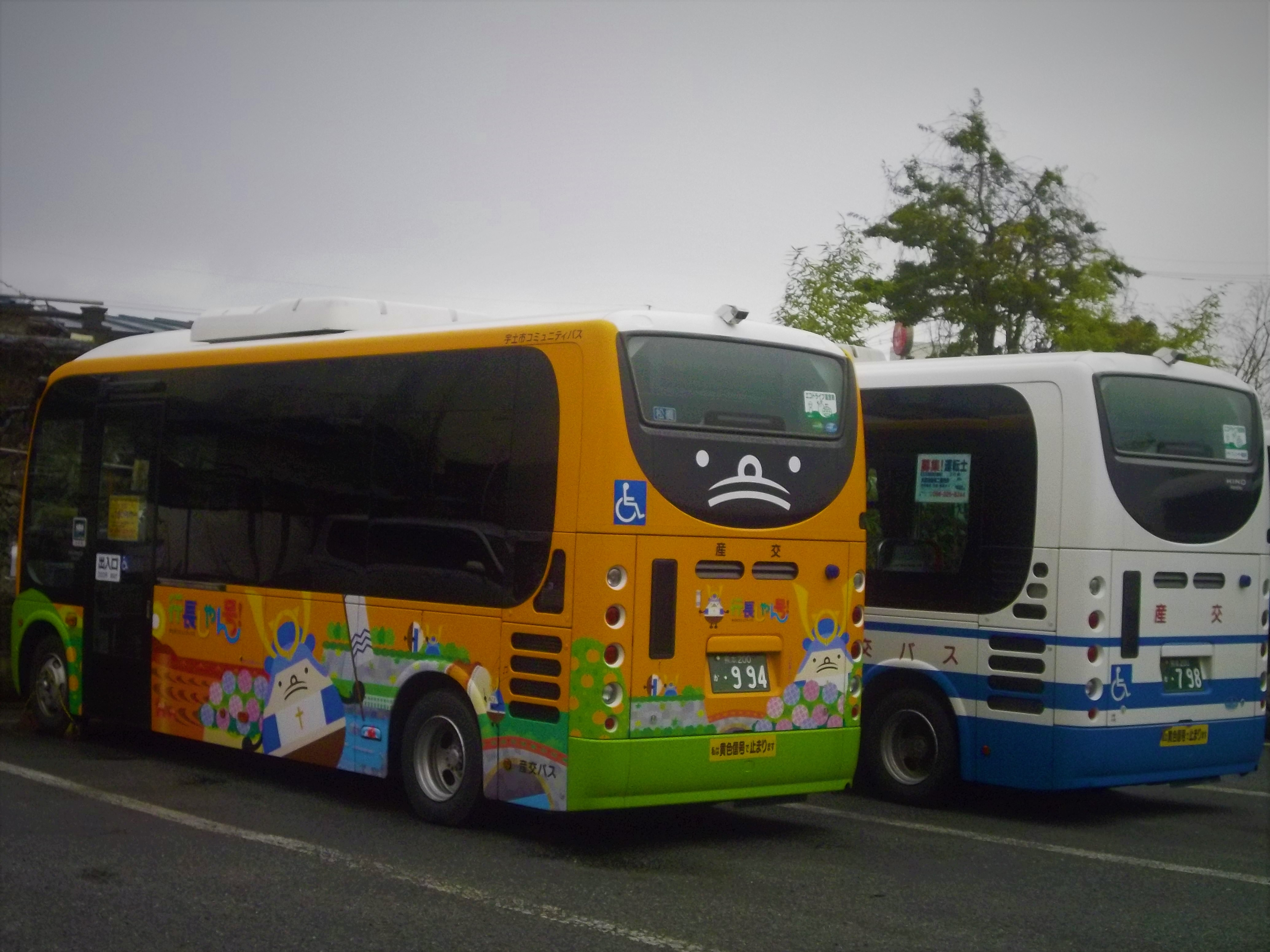
日曜日の松橋車庫で休む「行長しゃん号」専用車（左）。リアにも行長しゃんの顔が描かれている（2015年）

2019年10月より現行ルートに変更。右回り・左回りとも1日4便ずつ、平日・土曜日・祝日の運行（日曜日運休、祝日が日曜日になる場合も運休）。
循環線・右回り（宇土市役所経由宇土駅方面行き）
- 宇土シティモール南口 →宇土市民会館前 → 宇土本町二丁目 → 宇土本町一丁目 → 入地ニュータウン入口 → 入地南公園前 → 城・神馬団地前 → 神馬・神合町 → 宇土高校第3グラウンド前 → 古城町 → 宇土小学校前 → 宇土市役所前 → 宇土三丁目 → 宇土本町五丁目 → 宇土本町六丁目 → 西城の浦 → 駅前団地 → 宇土駅前 → 宇土駅東口 → 宇土入口（※国道3号、クロス21UTO西側） → トライアル （※北側・うきうきロード）→ 宇土シティモール南口

循環線・左回り（宇土駅市役所経由宇土市役所方面行き）
- 宇土シティモール南口 → トライアル前 （※南側） → クロス21UTO前 → 宇土駅東口 → 宇土駅前 → 駅前団地 → 西城の浦 → 宇土本町六丁目 → 宇土本町五丁目 → 宇土三丁目 → 宇土市役所前 →  宇土小学校前 → 古城町 → 宇土高校第3グラウンド前 → 神馬・神合町 → 城・神馬団地前 → 入地南公園前 → 入地ニュータウン入口 → 宇土本町一丁目 → 宇土本町二丁目 → 宇土市民会館前 → 宇土シティモール南口

### 過去ルート
短縮ルート＜1 - 5便＞
- 宇土駅前 - 駅前団地 - 西城の浦 - 宇土本町6丁目 - 宇土本町5丁目 - 宇土本町2丁目 - 宇土本町1丁目・宇土高校入口 - 宇土市保健センター前 - 宇土市運動公園前 - 旭町 - 石小路町 - 宇土合同庁舎前 - 宇土3丁目 - 宇土5丁目 - 宇土6丁目 - 城の浦 - 宇土駅前

宇土シティモール直行ルート＜6便＞
- 宇土駅前 - 駅前団地 - 西城の浦 - 宇土本町6丁目 - 宇土本町5丁目 - 宇土市民会館前 - 宇土シティモール南口 - 宇土シティモール北口

循環ルート（A）＜7・9・11・13便＞
- 宇土シティモール北口 - 宇土シティモール南口 - 宇土市民会館前 - 宇土本町5丁目 - 宇土本町6丁目 - 城の浦 - 宇土駅前 - 駅前団地 - 西城の浦 - 宇土本町6丁目 - 宇土本町5丁目 - 宇土本町2丁目 - 宇土本町1丁目・宇土高校入口 - 宇土市保健センター前 - 宇土市運動公園前 - 旭町 - 石小路町 - 宇土合同庁舎前 - 宇土市役所前 - ショッピングセンターピア - 宇土市役所前 - 宇土3丁目 - 宇土市民会館前 - 宇土シティモール南口 - 宇土シティモール北口

循環ルート（B）＜8・10・12・14・15便＞
- ※循環ルート（A）の逆廻り

## 運行会社・運賃
- 運行は産交バス八代営業所が担当する。
- 運賃はどこまで乗っても大人150円（小児・身障者は80円）均一である。
- 基本は現金のみの乗車のため、バス会社発行の乗車券類（SUNQパス・わくわく1dayパスなど）は一切使用できないが、2015年4月1日よりくまモンのIC CARDが、2025年2月24日よりクレジットカード等によるタッチ決済が使える。かつては全国交通系10社ICカード（Suica・nimocaなど）も使用出来たが、2024年11月15日を以って使用出来なくなった。

## 車両
- 日野・ポンチョ（2023年現在は八代営業所のNo.994）
当コミュニティバスの愛称キャラである「うとん行長しゃん」と宇土城をモチーフにしたデザインが車体にラッピングされている。
尚、専用車のNo.994が点検等で運用できない場合は、同営業所の一般塗色の同型車や、日野・リエッセ、三菱ふそう・ローザなどで運用される。